# Mito di Aristofane o dell'androgino

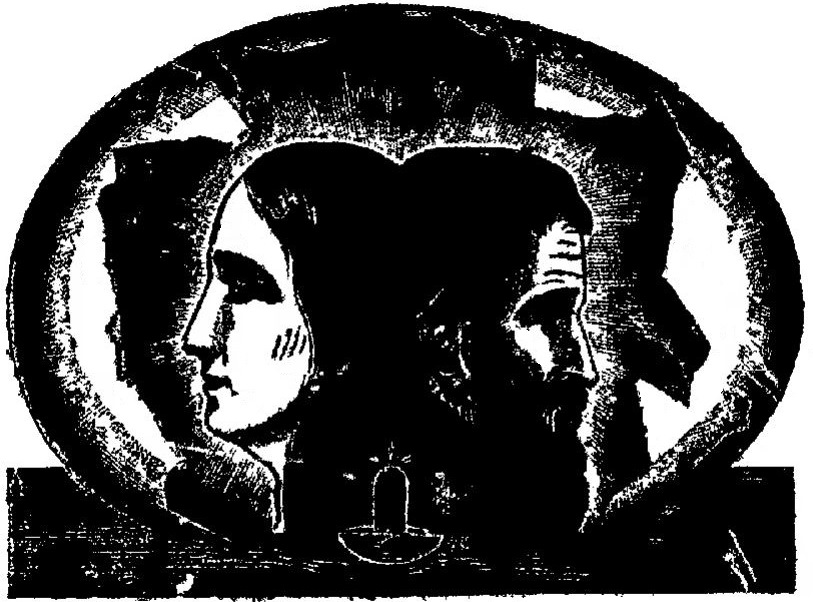
Figura di androgino di Simon Ganneau (1838)

Il mito di Aristofane (o mito dell'androgino) è presente nel celebre dialogo platonico Simposio, che si propone di trattare l'immortale tema dell'amore.

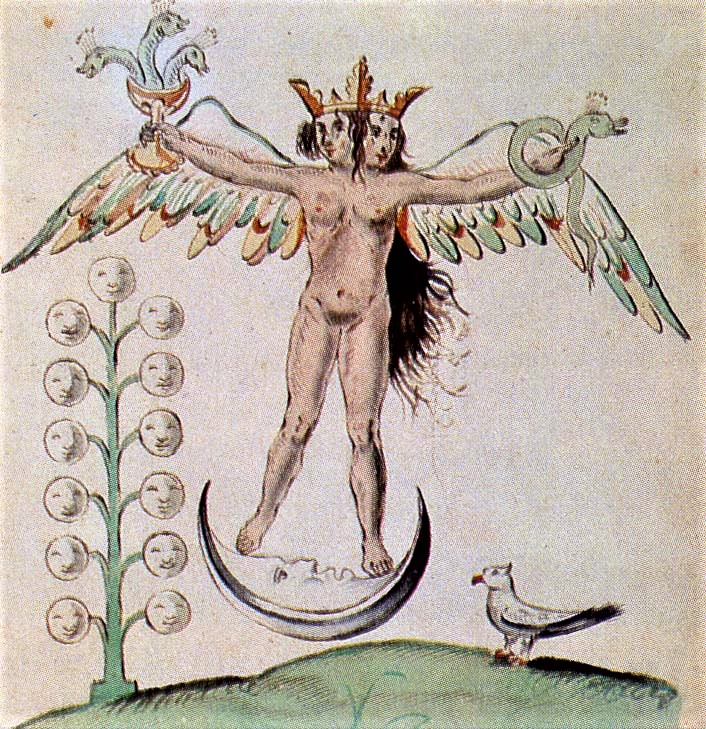
Raffigurazione del rebis o androgino nel manoscritto alchemico Rosarium philosophorum.

## Esposizione
Dopo l'esposizione di Fedro, Pausania di Atene ed Erissimaco, inizia a parlare Aristofane, il famoso poeta comico, che sceglie il mito come veicolo della sua opinione su Eros. Tempo addietro - espone il poeta - non esistevano, come adesso, soltanto due sessi (il maschile e il femminile), bensì tre, tra cui, oltre a quelli già citati, il sesso androgino, proprio di esseri che avevano in comune caratteristiche maschili e femminili.
In quel tempo, tutti gli esseri umani avevano due facce orientate in direzione opposta e una sola testa, quattro braccia, quattro mani, quattro gambe e due organi sessuali ed erano tondi. Per via della loro potenza, gli esseri umani erano superbi e tentarono la scalata all'Olimpo per spodestare gli dei. Ma Zeus, che non poteva accettare un simile oltraggio, decise di intervenire e divise, a colpi di saetta, gli aggressori. 
(Platone, Simposio, 190c-d; trad. it. Franco Ferrari)
In questo modo gli esseri umani furono divisi in due metà e s'indebolirono. Ed è da quel momento - spiega Aristofane - che essi sono alla ricerca della loro antica unità e della perduta forza che possono ritrovare soltanto unendosi sessualmente. Da questa divisione in parti, infatti, nasce negli umani il desiderio di ricreare la primitiva unità, tanto che le "parti" non fanno altro che stringersi l'una all'altra, e così muoiono di fame e di torpore per non volersi più separare. Zeus allora, per evitare che gli uomini si estinguano, manda nel mondo Eros affinché, attraverso il ricongiungimento fisico, essi possano ricostruire "fittiziamente" l'unità perduta, così da provare piacere (e riprodursi) e potersi poi dedicare alle altre incombenze cui devono attendere.
(Platone, Simposio, 192e-193a; trad. it. Franco Ferrari)
Siccome i sessi erano tre, due sono oggi le tipologie d'amore: il rapporto omosessuale (se i due partner facevano parte in principio di un essere umano completamente maschile o completamente femminile) e il rapporto eterosessuale (se i due facevano parte di un essere androgino).
La caratteristica interessante del discorso di Aristofane risiede nel fatto che la relazione erotica fra due esseri umani non è messa in atto per giungere a un fine quale potrebbe essere la procreazione, ma ha valore per se stessa, prescindendo così dalle conseguenze.